# 피아노 협주곡 25번 (모차르트)
피아노 협주곡 25번 다장조(K. 503)는 볼프강 아마데우스 모차르트가 1786년 12월 4일 완성한 피아노 협주곡이다. 25번이 완성한 시기는 그가 작곡한 교향곡 38번(K. 504)이 작곡된 때와 비슷했다. 이 25번은 모차르트가 1784년과 1786년 사이에 빈에서 작곡한 12개의 피아노 협주곡 중 마지막 작품이다. 하지만 뒤에 작곡한 2곡(피아노 협주곡 26번, 피아노 협주곡 27번)이 추가로 더 존재한다.
25번의 곡 구성은 다음과 같이 되어있다.
- 제1악장 알레그로 마에스토소 (Allegro Maestoso)
- 제2악장 안단테 (Andante)
- 제3악장 알레그레토 (Allegretto)

25번에는 다른 피아노 협주곡과는 다르게 트럼펫과 팀파니가 추가되었다. 또한 연주시간이 약 33분으로 전체 27개의 피아노 협주곡 중 긴 편에 속한다. 25번은 곡의 장대함에 있어서 그의 교향곡 41번(주피터)와 자주 비견된다. 또한 1악장은 웅장한 교향곡의 형식을 많이 띠고 있다. 특히 루트비히 판 베토벤은 자신의 피아노 협주곡 4번이 25번의 선율에서 영감을 받았다고 언급했고 그의 피아노 협주곡 5번(황제)의 1악장 또한 작곡 배경이 여기서 나타난다. 베토벤의 피아노 협주곡 5번과 모차르트의 피아노 협주곡 25번은 여러모로 닮은 점이 많은데 특히 씩씩하고 행진곡풍의 곡과 1악장이 처음에는 단조로 시작했다가 이내 장조로 바뀌어 분위기를 전환시킨다는 점이 있다. 하지만 곡은 마지막에 다시 씩씩하고 웅장하게 마감한다.
25번은 오랜 시간 동안 다른 모차르트의 피아노 협주곡에 비해 인기가 뒤떨어졌으나 모차르트는 이 곡을 많이 연주했다. 하지만 25번은 모차르트가 1791년 겨울에 사망하기 전까지 빈에서는 다시 이 곡이 연주되지 않았다. 그러나 20세기 후반에 들어서 알려지기 시작했고 지금은 모차르트의 여러 작품 중에서 우수한 곡 중 하나로 뽑힐 정도에 이르렀다.